# Personcentrerad vård
Personcentrerad vård (PCV) är ett förhållningssätt eller en vårdmodell där patienten deltar aktivt i planering och genomförande av den egna vården i samarbete med vårdpersonal, samt ibland även närstående. Modellen används inom sluten- och öppenvård, akut och palliativ vård samt rehabilitering.

## Bakgrund
Termen personcentrerad vård används för att särskilja den från den modell där patienten är det passiva målet för en medicinsk intervention (och där fokus för många vårdprofessioner ligger på patientens behov i stället för på resurser). Istället för att sjukvården ensidigt sätter upp rekommendationer, används överenskommelser och gemensam planering. Personcentrerad vård innebär ett partnerskap mellan patienter, närstående och yrkesverksamma i vården med utgångspunkt i patientens sjukdomshistoria och hela livssituation för att skapa mål och strategier för genomförande och kort- och långsiktig uppföljning.
Både nationellt och internationellt har begreppet personcentrerad vård vuxit fram som en beskrivning av god omvårdnad. Inledningsvis växte begreppet fram inom vård av äldre personer, och av personer med intellektuella funktionshinder, för att sedan sprida sig även till andra delar av vården.
Inom den personcentrerade vården ses patienten som en person med egen förmåga till informerade val. Autonomi och medbestämmande betonas och respekteras.
Personcentrerad vård innebär för patienten större möjligheter till inflytande över behandlingen och ökade möjligheter till ansvarstagande för egenvården.

## Nyckelbegrepp
Fyra utgångspunkter är gemensamma för en personcentrerad vård: 
- Vården utgår från den unika personen och dennes rätt till hälsa.
- Vården efterfrågar personens förmågor och är aktiverande.
- Vården är sammanhållen.
- Vården möter alltid varje människa med värdighet, medkänsla och respekt – utgår från ett grundläggande etiskt förhållningssätt.

Den personcentrerade vården utgår ifrån en holistisk syn på vård, som tar hänsyn till hela människan – inte ett smalt fokus på dess sjukdom eller symptom (patient), utan också personens förmågor, vilja, hälsa, välbefinnande, sociala och kulturella sammanhang (person). 
I personcentrerad vård finns tre nyckelbegrepp som präglar arbetet: berättelsen, partnerskapet och dokumentationen.

### Berättelsen
Förutsättningen för personcentrerad vård är personens egen berättelse. Ofta bidrar även närstående till berättelsen. Berättelsen ger en bild av hela livssituationen och fångar personens egna drivkrafter, resurser och förmågor samt känslomässiga, sociala och praktiska behov.

### Partnerskap
Teamet kan bestå av vårdpersonal från olika enheter och olika vårdgivare. Patienten är en självklar del av teamet. I teamet samtalar patienten och eventuella närstående med de professionella i syfte att nå en överenskommelse om hur god och säker vård kan uppnås för den enskilde patienten.

### Dokumentation och överenskommelse
I den personliga hälsoplanen fångas patientberättelsen. En gemensam överenskommelse om mål, strategier och uppföljning för vården fastställs. Överenskommelsen gör det tydligt vilket ansvar var och en i teamet har, också patientens egen roll och ansvar tydliggörs. För att vården fullt ut ska bli personcentrerad bör alla patienter ha tillgång till all sin information och dokumentation, som av tillgänglighetsskäl, resursskäl och säkerhetsskäl genomgående ska vara digital. Dokumentationen ska inkludera all journalföring, personens egna anteckningar och egenregistrering av sin hälsostatus, samt hälsoplanen. Den samlade dokumentationen är en viktig grund för den sammanhållna vården.

## Personcentrerad vård i Sverige

### Forskning
Vid Göteborgs Universitet finns Centrum för personcentrerad vård. GPCC är ett nationellt tvärvetenskapligt forskningscentrum som bildades 2010 med stöd av regeringens strategiska satsning på vårdforskning.

### Tillämpning
Flera organisationer driver frågan om personcentrerad vård. I Sverige agerar bland annat Svensk sjuksköterskeförening och Vårdförbundet.
11 mars 2015 fattades det ett beslut av Landstingsstyrelsen i Sörmland att arbetsmetoden för personcentrerad vård ska införas i hela landstinget Sörmland. Flera andra landsting har i juni 2015 pågående testbäddar och pilotprojekt. I april 2016 meddelas att Västra Götalandsregionen med 14 förändringsledare ska införa personcentrerad vård.